# رينيه-باول فيكتوريا
رينيه-باول فيكتوريا هو سياسي فرنسي، ولد في 27 أغسطس 1954 في Sainte-Suzanne, Réunion ‏ في فرنسا. نشط حزبياً في الاتحاد من أجل حركة شعبية.

## مناصب
- انتخب عضو المجلس الجهوي لريونيون ‏.
- انتخب نائب فرنسي عن دائرة Réunion's 1st constituency [الإنجليزية]‏ خلال فترته النيابية [الإنجليزية]‏ (20 يونيو 2007 – 19 يونيو 2012).
- انتخب عمدة سان ديني ‏ (11 مارس 2001 – 16 مارس 2008).
- انتخب نائب فرنسي عن دائرة Réunion's 1st constituency [الإنجليزية]‏ خلال فترته النيابية  [لغات أخرى]‏ (19 يونيو 2002 – 19 يونيو 2007).